# Новый Буян

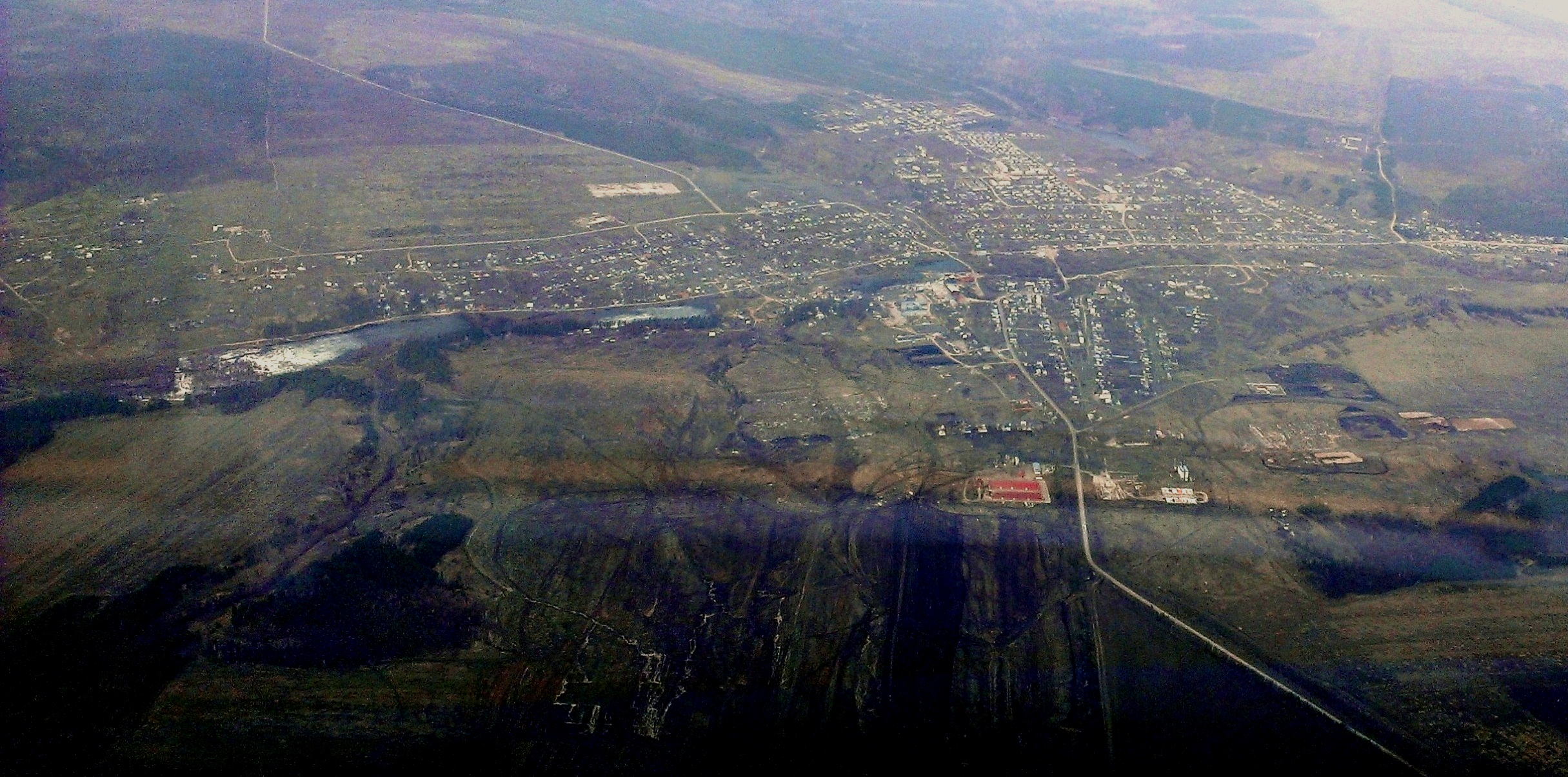

Новый Буян — село в Красноярском районе Самарской области. Административный центр сельского поселения Новый Буян.

## География
Расположено на реке Буян (приток Кондурчи) в 31 км к северо-западу от Красного Яра, в 45 км к северо-востоку от Тольятти, в 50 км к северу от Самары. Имеется подъездная дорога от М5 со стороны села Курумоч.
Центр села Новый Буян расположен на дне оврага. Всё село так же лежит вдоль оврага, а также на двух противолежащих ему возвышенностях. Кроме того в черте села основной овраг дополняется поперечными более мелкими оврагами. Рядом с Новым Буяном находятся поля и, в основном, хвойные леса. Севернее села расположена обширная дубрава.
В самом селе и его окрестностях присутствуют искусственные водоёмы-пруды, наиболее известные из которых Зеленцовский, Верхний, Средний, Спиртзаводской, Николаевский, Студёный и ряд более мелких, соединённые речкой Буян. Большинство прудов прибывают в заброшенном и неухоженном виде, имеет место заиливание, вследствие большого количества водорослей. Имеются как общественные водоёмы, так и частные.

## Население
| 1859  | 1889  | 1897  | 1910  | 1959  | 2002  | 2010  |
| ----- | ----- | ----- | ----- | ----- | ----- | ----- |
| 1804  | ↗2180 | ↗2215 | ↘2093 | ↗4283 | ↘3535 | ↘3265 |
| 2021  |       |       |       |       |       |       |
| ↗3295 |       |       |       |       |       |       |